# Alondra Park
Alondra Park és una concentració de població designada pel cens dels Estats Units a l'estat de Califòrnia. Segons el cens del 2000 tenia 8.622 habitants.

## Demografia
Segons el cens del 2000, Alondra Park tenia 8.622 habitants, 2.830 habitatges, i 2.046 famílies. La densitat de població era de 2.920,2 habitants/km².
Dels 2.830 habitatges en un 40,4% hi vivien nens de menys de 18 anys, en un 49,6% hi vivien parelles casades, en un 15,2% dones solteres, i en un 27,7% no eren unitats familiars. En el 20,8% dels habitatges hi vivien persones soles el 5,9% de les quals corresponia a persones de 65 anys o més que vivien soles. El nombre mitjà de persones vivint en cada habitatge era de 3,05 i el nombre mitjà de persones que vivien en cada família era de 3,56.
Per edats la població es repartia de la següent manera: un 29,5% tenia menys de 18 anys, un 9,8% entre 18 i 24, un 33,2% entre 25 i 44, un 19,1% de 45 a 60 i un 8,4% 65 anys o més.
L'edat mediana era de 32 anys. Per cada 100 dones de 18 o més anys hi havia 100,9 homes.
La renda mediana per habitatge era de 39.722 $ i la renda mediana per família de 45.852 $. Els homes tenien una renda mediana de 33.000 $ mentre que les dones 28.494 $. La renda per capita de la població era de 17.175 $. Entorn del 15,8% de les famílies i el 19,1% de la població estaven per davall del llindar de pobresa.

## Poblacions més properes
El següent diagrama mostra les poblacions més properes.